# واين هاريسون
واين هاريسون (بالإنجليزية: Wayne Harrison)‏ (15 نوفمبر 1967 بستوكبورت في المملكة المتحدة - 25 ديسمبر 2013 بستوكبورت في المملكة المتحدة) هو لاعب كرة قدم بريطاني في مركز الهجوم. لعب مع أولدهام أثلتيك ونادي كرو ألكساندرا ونادي ليفربول.

## وصلات خارجية
- واين هاريسون على موقع قاعدة بيانات كرة القدم.إي يو (الإنجليزية)